# Kristýna Petrová
Kristýna Petrová, rozená Havlíková, (* 22. července 1992, Plzeň), je česká šachová mezinárodní mistryně (WIM). Je členem oddílu Unichess.

## Tituly
V roce 2008 získala titul WFM, v roce 2010 titul WIM a v roce 2020 WGM.

## Soutěže jednotlivkyň
Na Mistrovství České republiky v šachu žen zvítězila v roce 2017 a získala stříbro v letech 2015 a 2018 a bronz v letech 2010 a 2011.

## Soutěže družstev
Třikrát (2010, 2012 a 2014) reprezentovala Českou republiku na šachových olympiádách žen, dvakrát (2011 a 2013) na Mistrovství Evropy družstev žen, dvakrát (2009 a 2010) na Mistrovství Evropy družstev dívek do 18 let a roku 2010 na Mitropa Cupu žen.

### Šachové olympiády žen
Na čtyřech šachových olympiádách žen získala celkem 17,5 bodů z 29 partií.
| Rok  | Olympiáda | Místo           | Deska | ELO  | Počet bodů | Odehráno partií | pořadí na šachovnici | pořadí družstvo |
| ---- | --------- | --------------- | ----- | ---- | ---------- | --------------- | -------------------- | --------------- |
| 2010 | 39.       | Chanty-Mansijsk | 3.    | 2215 | 4,5        | 9               | 31.                  | 50.             |
| 2012 | 40.       | Istanbul        | 3.    | 2298 | 7,0        | 10              | 8.                   | 27.             |
| 2014 | 41.       | Tromsø          | 1.    | 2318 | 6,0        | 10              | 22.                  | 8.              |

### Česká šachová extraliga
V České šachové extralize odehrála celkem 6 partií v sezóně 2013/14 v družstvu ŠK ERA Poštovní spořitelna.
| Sezona  | Klub                       | Elo  | Deska | Počet bodů | Odehráno partií | Procentuální úspěšnost |
| ------- | -------------------------- | ---- | ----- | ---------- | --------------- | ---------------------- |
| 2013/14 | ŠK ERA Poštovní spořitelna | 2237 | 12.   | 1,0        | 6               | 16,7 %                 |

## Osobní život
Od roku 2018 je vdaná za českého velmistra Martina Petra.